# Yan Ta Khao (huyện)
Yan Ta Khao (tiếng Thái: ย่านตาขาว) là một huyện (amphoe) của tỉnh Trang, Thái Lan.

## Địa lý
Các huyện giáp ranh (từ phía nam theo chiều kim đồng hồ) là: Palian, Kantang, Mueang Trang và Na Yong của tỉnh Trang, Srinagarindra và Kong Ra của tỉnh Phatthalung.

## Lịch sử
Tiểu huyện (king amphoe) Yan Ta Khao đã được lập ngày  1 tháng 1 năm 1948 và thuộc huyện Kantang. Ban đầu bao gồm 6 tambon - Yan Ta Khao, Nong Bo và Thung Khai được tách ra từ huyện Kantang, Na Chum Het từ huyện Mueang Trang, Nai Khuan và Phrong Chorakhe từ Palian. Đơn vị này đã được nâng cấp thành huyện ngày ngày 5 tháng 6 năm 1956.

## Hành chính
Huyện này được chia thành 8 phó huyện (tambon), các đơn vị này lại được chia ra thành 65 làng (muban). Yan Ta Khao là một thị trấn (thesaban tambon) nằm trên một phần của tambon Yan Ta Khao. Có 8 Tổ chức hành chính tambon.
| \| STT. \| Tên \| Tên Thái \| Số làng \| Dân số \| \| \| ---- \| --------------- \| --------- \| ------- \| ------ \| \| \| 1. \| Yan Ta Khao \| ย่านตาขาว \| 5 \| 10.924 \| \| \| 2. \| Nong Bo \| หนองบ่อ \| 6 \| 4.628 \| \| \| 3. \| Na Chum Het \| นาชุมเห็ด \| 9 \| 8.179 \| \| \| 4. \| Nai Khuan \| ในควน \| 9 \| 8.551 \| \| \| 5. \| Phrong Chorakhe \| โพรงจระเข้ \| 7 \| 6.048 \| \| \| 6. \| Thung Krabue \| ทุ่งกระบือ \| 9 \| 7.878 \| \| \| 7. \| Thung Khai \| ทุ่งค่าย \| 10 \| 8.677 \| \| \| 8. \| Ko Pia \| เกาะเปียะ \| 10 \| 6.531 \| \| | Map of tambon   |           |         |        |  |
| STT. | Tên             | Tên Thái  | Số làng | Dân số |  |
| 1. | Yan Ta Khao     | ย่านตาขาว  | 5       | 10.924 |  |
| 2. | Nong Bo         | หนองบ่อ    | 6       | 4.628  |  |
| 3. | Na Chum Het     | นาชุมเห็ด   | 9       | 8.179  |  |
| 4. | Nai Khuan       | ในควน     | 9       | 8.551  |  |
| 5. | Phrong Chorakhe | โพรงจระเข้ | 7       | 6.048  |  |
| 6. | Thung Krabue    | ทุ่งกระบือ   | 9       | 7.878  |  |
| 7. | Thung Khai      | ทุ่งค่าย     | 10      | 8.677  |  |
| 8. | Ko Pia          | เกาะเปียะ  | 10      | 6.531  |  |